# End of Green
End of Green är ett gothic metal-band från Stuttgart (Tyskland) som grundades 1992. Enligt sångaren Michael Huber (alias Michelle Darkness) representerar färgen grön hopp och bandnamnet i sig betyder slutet på hoppet. Bandmedlemmarna beskriver sin musik som Depressed Subcore, en musikgenre de säger sig vara skapare av, och låttexterna handlar oftast om mörka ämnen som ensamhet, depression, smärta och döden. Hittills har bandet släppt åtta studioalbum och spelat live med stora akter som bland annat Paradise Lost, Iggy Pop och In Extremo. De har även spelat på större evenemang som Wave-Gotik-Treffen och Wacken Open Air.

## Medlemmar
- Michael "Michelle Darkness" Huber – sång, gitarr
- Michael "Sad Sir" Setzer – gitarr
- Oliver "Kerker" Merkle – gitarr
- Rainer "Hampez" Hampel – basgitarr
- Matthias "Lisiffer" Siffermann – trummor

## Diskografi

### LP
- Infinity (1996, Nuclear Blast, EMP)
- Believe, My Friend... (1998, Subzero)
- Songs for a Dying World (2002, Silverdust)
- Last Night on Earth (2003, Silverdust)
- Dead End Dreaming (2005, Silverdust)
- The Sick's Sense (2008, Silverdust)
- High Hopes in Low Places (2010)
- The Painstream (2013, Napalm Records)
- Void Estate (2017, Napalm Records)

### EP
- Gravedancer (2010)

### Singlar
- "Believe..." (1998)
- "Motor" (2002)
- "Dead End Hero" (2005)
- "Kill Honey" (2008)
- "The Sick's Sense" (2008)
- "Goodnight Insomnia" (2010)
- "Dark Side of the Sun" (2017)
- "The Door" (2017)
- "Send in the Clowns" (2017)